# دون سميث (كاتب)
دون سميث (بالفرنسية: Don Smith)‏ (و. 1909  م) هو كاتب جريمة كندي، ولد في بورت كولبورن، أونتاريو.